# Bolagsordning
Bolagsordningen är ett aktiebolags regelverk, som tillsammans med lagstiftning anger ramarna för verksamheten. Motsvarande regelverk för en ekonomisk förening betecknas stadgar.
Bolagsordningar är väldigt kritiska dokument för aktiebolags verksamhet, eftersom de kan reglera både interna och externa angelägenheter.
Bolagsordningen för ett svenskt aktiebolag ska innehålla:
1. bolagets företagsnamn
2. den ort i Sverige där bolagets styrelse  ska ha sitt säte
3. föremålet för bolagets verksamhet, angivet till sin art
4. aktiekapitalet eller, om detta utan ändring av bolagsordningen ska kunna bestämmas till ett lägre eller högre belopp, minimikapitalet och maximikapitalet, varvid minimikapitalet inte får vara mindre än en fjärdedel av maximikapitalet
5. antalet aktier eller, om det i bolagsordningen har angetts ett minimikapital och ett maximikapital, ett lägsta och högsta antal aktier, varvid relationen mellan minimikapitalet och det lägsta antalet aktier skall vara densamma som relationen mellan maximikapitalet och det högsta antalet aktier
6. antalet eller lägsta och högsta antalet styrelseledamöter
7. antalet eller lägsta och högsta antalet styrelsesuppleanter, om sådana skall finnas
8. antalet eller lägsta och högsta antalet revisorer
9. hur bolagsstämma ska sammankallas
10. den tid som bolagets räkenskapsår ska omfatta.[2]

Bolagsordningen kan även innehålla en så kallad hembudsklausul.

## Fotnoter
1. ↑  ”Articles of Association” (på amerikansk engelska). Corporate Finance Institute. https://corporatefinanceinstitute.com/resources/knowledge/other/articles-of-association/. Läst 20 mars 2022.
2. ↑  https://lagen.nu/2005:551#K3